# امامزاده پیرحسین
امامزاده پیرحسین مربوط به دوران‌های تاریخی پس از اسلام است و در شهرستان چرداول، بخش شیروان، روستای زنجیره علیا واقع شده است؛ در نزدیکی بخش شباب- مسیر دوراهی منتهی به زنجیره علیا در ۸ کیلومتری شمال شهر سرابله و ۴۰ کیلومتری مرکز استان.
این اثر در تاریخ ۱۴ مرداد ۱۳۸۲ با شمارهٔ ثبت ۹۵۳۶ به‌عنوان یکی از آثار ملی ایران به ثبت رسیده است.